# غنای گونه‌ای

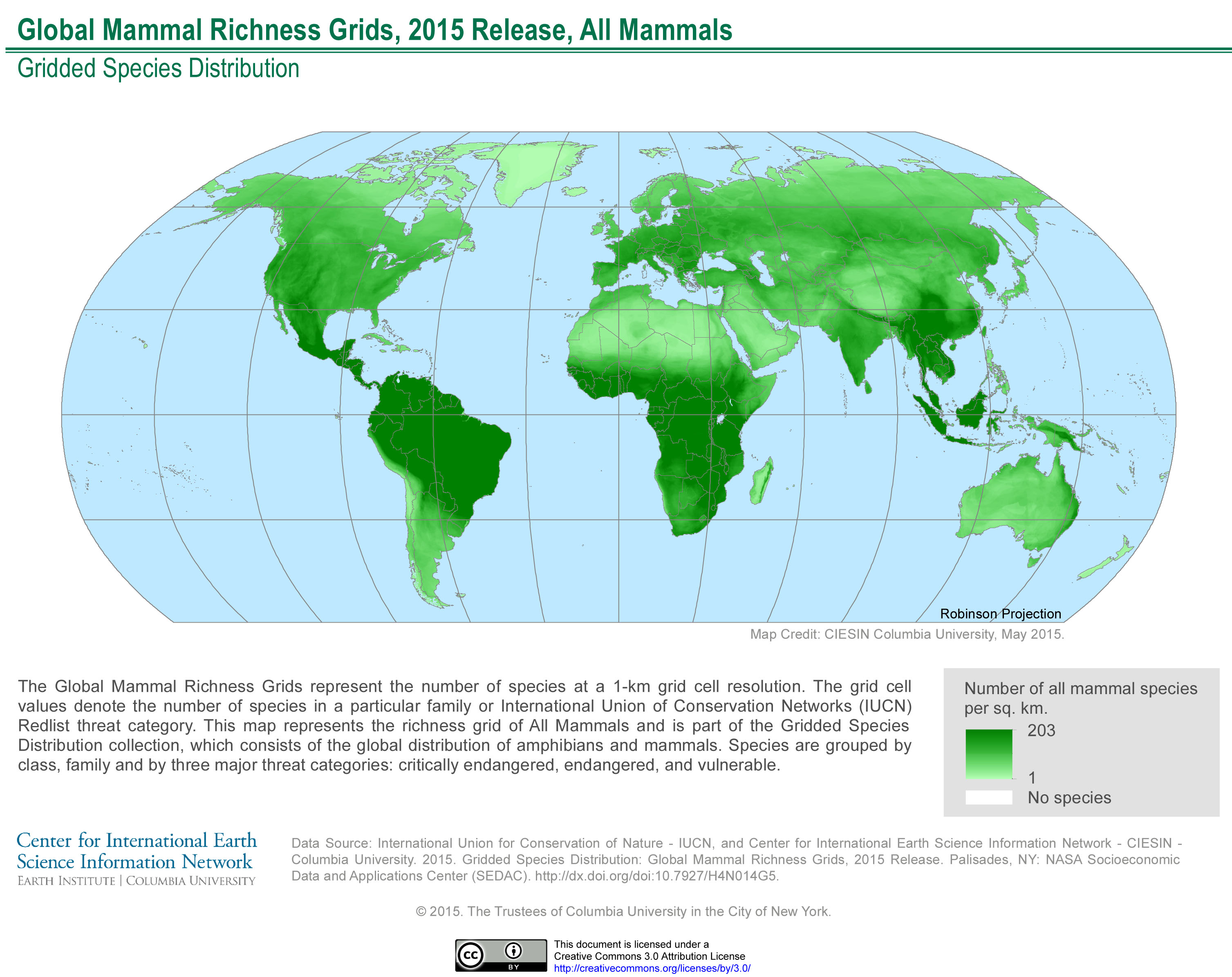
غنای جهانی پستانداران (۲۰۱۵)

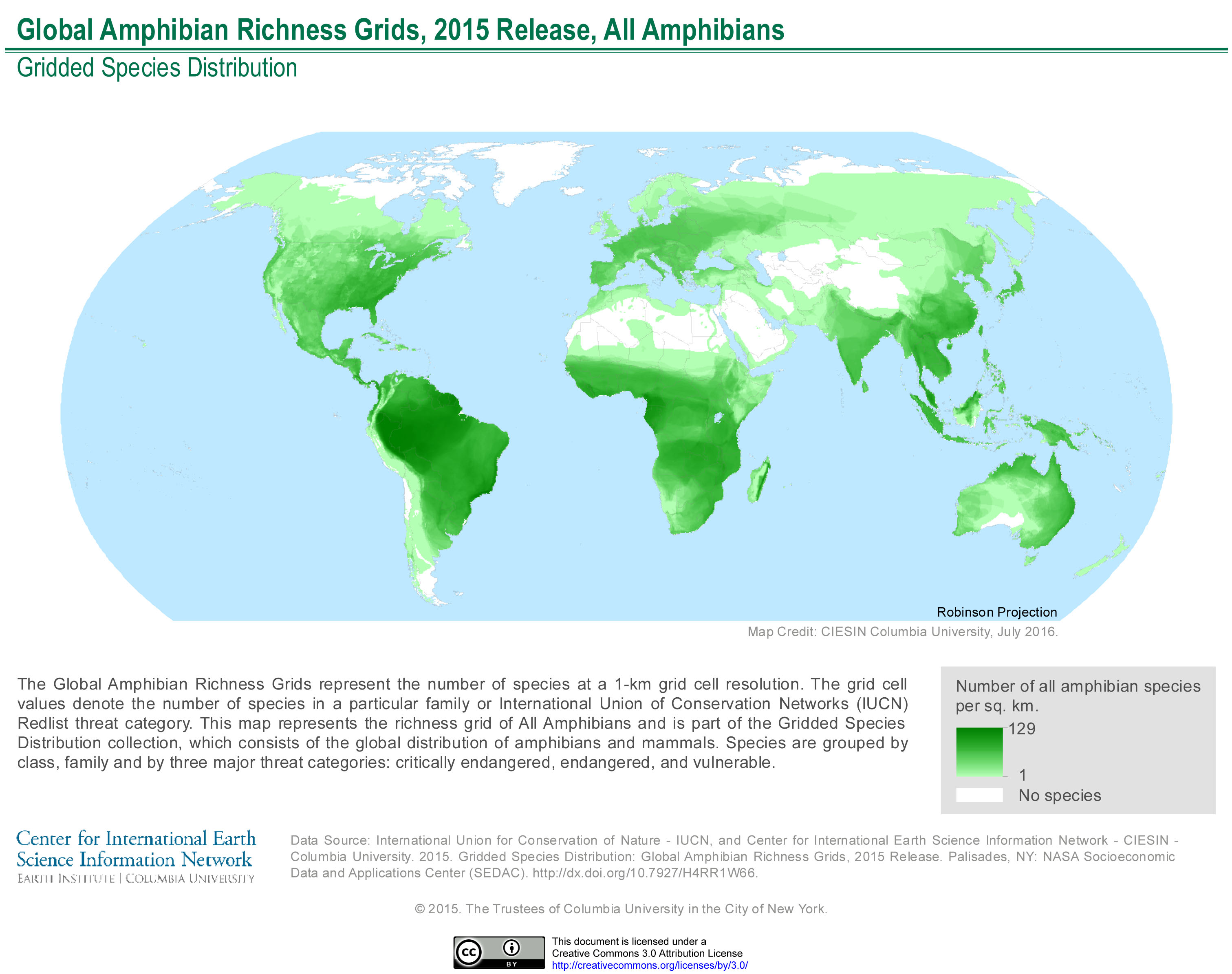
غنای جهانی دوزیستان (۲۰۱۵)

غنای گونه‌ای (به انگلیسی: Species richness) تعداد گونه‌های مختلف است که در یک جامعه بوم‌شناختی، چشم‌انداز یا منطقه نشان داده می‌شود. غنای گونه‌ای صرفاً شمارش گونه‌ها است و فراوانی گونه‌ها یا پراکندگی نسبی فراوانی آنها را در نظر نمی‌گیرد. غنای گونه‌ای گاهی مترادف با تنوع گونه‌ای در نظر گرفته می‌شود، اما تنوع گونه‌ای اندازه‌گیری رسمی هم غنای گونه‌ای و هم یکنواختی گونه‌ها را در نظر می‌گیرد.